# Linda Morales
Linda Morales (ur. 20 maja 1988 w Glendale) – portorykańska siatkarka, grająca na pozycji atakującej. Od stycznia 2018 roku występuje w rumuńskiej drużynie CS Volei Alba-Blaj.

## Sukcesy klubowe
Mistrzostwo Portoryko:
- 2015, 2016

Mistrzostwo Rumunii:
- 2018

Liga Mistrzyń:
- 2018

## Sukcesy reprezentacyjne
Mistrzostwa Ameryki Północnej, Środkowej i Karaibów:
- 2013, 2015

Puchar Panamerykański:
- 2016
- 2014

## Nagrody indywidualne
- 2015 - Najlepsza blokująca Mistrzostw Ameryki Północnej, Środkowej i Karaibów